# Un Gatto Nel Blu
"Un gatto nel blu" é uma canção de 1972 composta pelo Totò Savio e cantado pelo cantor e compositor brasileiro Roberto Carlos.

## Contexto
A canção estreou na 22ª edição do Festival de Sanremo, onde foi eliminando. A canção, porem, provou ser um sucesso na Espanha e na American Latina. Roberto Carlos também gravou a música em espanhol.

## Faixas
1. "Un gatto nel blu" (Totò Savio)
2. "Più grande del mio amor" (Daniele Pace, Renato Barros)

## Desempenho nas tabelas musicais
| Paradas (1972–73)        | Peak position |
| ------------------------ | ------------- |
| Argentina (CAPIF)        | 1             |
| Brasil (IBOPE)           | 2             |
| Espanha (AFYVE)          | 1             |
| Itália (Musica e dischi) | 50            |